# Афината
Афината (рум. Afânata) — село у повіті Вилча в Румунії. Входить до складу комуни Фиртецешть.
Село розташоване на відстані 170 км на захід від Бухареста, 54 км на південний захід від Римніку-Вилчі, 44 км на північ від Крайови.

## Населення
За даними перепису населення 2002 року у селі проживали 204 особи, усі — румуни. Усі жителі села рідною мовою назвали румунську.